# Anthia hexasticta
|  | Dieser Artikel wurde aufgrund von formalen oder inhaltlichen Mängeln in der Qualitätssicherung Biologie zur Verbesserung eingetragen. Dies geschieht, um die Qualität der Biologie-Artikel auf ein akzeptables Niveau zu bringen. Bitte hilf mit, diesen Artikel zu verbessern! Artikel, die nicht signifikant verbessert werden, können gegebenenfalls gelöscht werden. Lies dazu auch die näheren Informationen in den Mindestanforderungen an Biologie-Artikel. |

Anthia hexasticta ist ein Laufkäfer aus Ostafrika. Er wurde 1866 von dem deutschen Zoologen Carl Eduard Adolph Gerstäcker erstbeschrieben.

## Verbreitung
Anthia hexasticta wird in Kenia, Äthiopien, Tansania und Somalia angetroffen.

## Systematik
Es werden drei Unterarten unterschieden:
- Anthia hexasticta fortesculpta G. Müller, 1938
- Anthia hexasticta hexasticta Gerstaecker, 1867
- Anthia hexasticta megaera Lucas, 1881